# ITF Saguenay
Das ITF Saguenay ist ein Tennisturnier der ITF Women’s World Tennis Tour, das in Saguenay (Stadt) ausgetragen wird. Veranstaltungsort des Turniers ist der Club de tennis intérieur Saguenay.

## Geschichte
Offizielle Namen der Turniere bis heute:
- 2006–2007: Women’s National Bank Challenger Saguenay
- 2008–2015: National Bank Challenger Saguenay
- 2016–: Challenger Banque Nationale de Saguenay

## Siegerliste

### Einzel
| Jahr | Kategorie | Siegerin         | Finalgegnerin             | Ergebnis        |
| ---- | --------- | ---------------- | ------------------------- | --------------- |
| 2006 | $25.000   | Angelique Kerber | Valérie Tétreault         | 5:7, 7:5, 7:66  |
| 2007 | $50.000   | Angelique Kerber | Sabine Lisicki            | 6:3, 6:4        |
| 2008 | $50.000   | Alexa Glatch     | Alberta Brianti           | 6:3, 6:1        |
| 2009 | $50.000   | Sofia Arvidsson  | Séverine Brémond Beltrame | 5:7, 6:4, 7:61  |
| 2010 | $50.000   | Rebecca Marino   | Alison Riske              | 6:4, 6:74, 7:65 |
| 2011 | $50.000   | Tímea Babos      | Julia Boserup             | 7:67, 6:3       |
| 2012 | $50.000   | Madison Keys     | Eugenie Bouchard          | 6:4, 6:2        |
| 2013 | $50.000   | Ons Jabeur       | Coco Vandeweghe           | 6:70, 6:3, 6:3  |
| 2014 | $50.000   | Julie Coin       | Jovana Jakšić             | 7:5, 6:3        |
| 2015 | $50.000   | Jovana Jakšić    | Amra Sadikovic            | 6:3, 6:75, 6:1  |
| 2016 | $50.000   | Catherine Bellis | Bianca Andreescu          | 6:4, 6:2        |
| 2017 | $60.000   | Gréta Arn        | Bibiane Schoofs           | 6:1, 6:2        |
| 2018 | $60.000   | Katherine Sebov  | Quirine Lemoine           | 7:610, 7:64     |
| 2019 | W60       | Indy de Vroome   | Robin Anderson            | 3:6, 6:4, 7:5   |
| 2022 | W60       | Karman Thandi    | Katherine Sebov           | 3:6, 6:4, 6:3   |
| 2023 | W60       | Katherine Sebov  | Fanny Stollár             | 6:4, 6:4        |

### Doppel
| Jahr | Kategorie | Siegerinnen                               | Finalgegnerinnen                              | Ergebnis          |
| ---- | --------- | ----------------------------------------- | --------------------------------------------- | ----------------- |
| 2006 | $25.000   | Alberta Brianti Giulia Casoni             | Raquel Kops-Jones Aleke Tsoubanos             | 6:4, 7:64         |
| 2007 | $50.000   | Angelique Kerber Ágnes Szatmári           | Sabine Klaschka Angelika Roesch               | 6:1, 6:4          |
| 2008 | $50.000   | Katalin Marosi Marina Tavares             | Gabriela Dabrowski Sharon Fichman             | 2:6, 6:4, [10:4]  |
| 2009 | $50.000   | Sofia Arvidsson Séverine Brémond Beltrame | Stéphanie Dubois Rebecca Marino               | 6:3, 6:1          |
| 2010 | $50.000   | Jorgelina Cravero Stéphanie Foretz Gacon  | Heidi El Tabakh Rebecca Marino                | 6:3, 6:4          |
| 2011 | $50.000   | Tímea Babos Jessica Pegula                | Gabriela Dabrowski Marie-Ève Pelletier        | 6:4, 6:3          |
| 2012 | $50.000   | Gabriela Dabrowski Alla Kudrjawzewa       | Sharon Fichman Marie-Ève Pelletier            | 6:2, 6:2          |
| 2013 | $50.000   | Marta Domachowska Andrea Hlaváčková       | Françoise Abanda Victoria Duval               | 7:5, 6:3          |
| 2014 | $50.000   | Ysaline Bonaventure Nicola Slater         | Sonja Molnar Caitlin Whoriskey                | 6:4, 6:4          |
| 2015 | $50.000   | Mihaela Buzărnescu Justyna Jegiołka       | Sharon Fichman Maria Sanchez                  | 7:66, 4:6, [10:7] |
| 2016 | $50.000   | Elena Bogdan Mihaela Buzărnescu           | Bianca Andreescu Charlotte Robillard-Millette | 6:4, 6:74, [10:6] |
| 2017 | $60.000   | Bianca Andreescu Carol Zhao               | Francesca Di Lorenzo Erin Routliffe           | kampflos          |
| 2018 | $60.000   | Tara Moore Conny Perrin                   | Sharon Fichman Maria Sanchez                  | 6:0, 5:7, [10:7]  |
| 2019 | W60       | Mélodie Collard Leylah Annie Fernandez    | Samantha Murray Bibiane Schoofs               | 7:63, 6:2         |
| 2022 | W60       | Arianne Hartono Olivia Tjandramulia       | Catherine Harrison Yanina Wickmayer           | 5:7, 7:63, [10:8] |
| 2023 | W60       | Robin Anderson Dalayna Hewitt             | Mia Kupres Johanne Svendsen                   | 6:1, 6:4          |

## Quelle
- ITF Homepage